# Liste der Langlaufloipen in Liechtenstein
Die folgende Liste enthält die Langlaufloipen im Fürstentum Liechtenstein. Derzeit gibt es in Liechtenstein nur eine einzige Loipe, die Valünalopp. Sie ist der Schweizer Dachorganisation Loipen Schweiz angeschlossen. 
| Loipe      | Ort           | Höhenlage (m ü.M.) | Klassisch (km) | Skating (km) | Nachtloipe (km) |
| ---------- | ------------- | ------------------ | -------------- | ------------ | --------------- |
| Valünalopp | Steg – Valüna | 1310–1450          | 15             | 15           | 3,3             |